# Evans Carlson
Evans Fordyce Carlson (né le 26 février 1896 et décédé 27 mai 1947) fut un général du Corps des Marines des États-Unis lors de la Seconde Guerre mondiale.

## Enfance
Fils d'un pasteur congrégationaliste, Evans Carlson est né le 26 février 1896 à Sidney, New York. En 1910, il s'enfuit de chez ses parents. Deux ans plus tard, il triche sur son âge pour s'engager dans l'US Army.

## US Army
Au cours de son premier contrat, Carlson sert aux Philippines et à Hawaï. En 1916, il est nommé sergent-chef. Il quitte l'uniforme. Un an plus tard, il se réengage dans l'US Army et participe à l'expédition du nord du Mexique, à la suite de l'incursion armée de Pancho Villa aux États-Unis.
Pendant la Première Guerre mondiale, Carlson combat en France où il est blessé au combat. Il reçut à ce titre une Wound Chevron, ancêtre de la Purple Heart. Il est promu sous-lieutenant en mai 1917. Nommé capitaine d'artillerie de campagne en décembre 1917, il sert en Allemagne avec l'armée d'occupation. Il est démobilisé en 1921.

## United States Marine Corps
La carrière de Carlson dans l'United States Marine Corps commence en 1922 où il s'enrôle comme 2e classe. En 1923, il est promu sous-lieutenant. En 1924, il embarque pour Porto Rico où il reste cinq mois avant de servir dans la flotte du Pacifique. En 1925, désirant devenir pilote, il est affecté à la base-école d'aéronautique navale de Pensacola (Floride). Non retenu, il retourne à l'infanterie. Il fut par la suite affecté de 1927 à 1929 à Shanghai.

### Nicaragua
Carlson est détaché au Nicaragua en 1930 comme officier de la Garde Nationale locale. Il gagne sa première Navy Cross en attaquant de nuit plus de cent insurgés, à la tête de douze de ses Marines, pour dégager son poste. A Managua, il est chef de la police, de 1932 à 1933.
De retour aux États-Unis, le capitaine Carlson est officier adjoint du détachement de Marines de la Maison Blanche où il se lie d'amitié avec le président Franklin D. Roosevelt, et son fils James, capitaine de réserve de Marines.

### Deuxième et troisième affectation en Chine
Carlson est envoyé avec le 4e régiment de marines à Shanghai. Peu de temps après, il est muté à la légation américaine de Peiping (Chine) où, officier adjoint du détachement de marines, il étudie la langue chinoise. En 1936, il retourne aux États-Unis en passant par le Japon. Affecté à Quantico, il poursuit des études de droit et de politique internationales à l'Université George Washington de Washington, DC.
En 1937, Carlson retourne en Chine pour la troisième fois, officiellement en tant qu'étudiant en langue chinoise et en tant qu'observateur militaire des forces chinoises. Là, il a l'occasion d'étudier les tactiques militaires japonaises.
Carlson fait la connaissance d'Edgar Snow, ce qui l'amène à visiter le siège des troupes communistes chinoises du nord de la Chine, où il rencontre les dirigeants communistes chinois, Mao Zedong, Zhou Enlai et Deng Xiaoping. Il parcourt des milliers de kilomètres à l'intérieur de la Chine avec les partisans communistes, souvent à pied et à cheval sur les terrains les plus dangereux, vivant dans des conditions primitives. Il est impressionné par les tactiques de la guérilla communiste chinoise contre les troupes japonaises.
Quand Carlson quitte la Chine en 1938, il est félicité par le commandant en chef de la flotte asiatique. En 1939, il démissionne afin d'être libre d'organiser des tournées de conférences où il met ses compatriotes en garde contre le danger japonais.
En 1941, Carlson demande à reprendre du service dans le Corps des Marines où il est repris avec le grade de major.

### Marine Raiders
En 1942, Carlson est promu chef de corps du 2e bataillon des Marine Raiders, avec le grade de lieutenant-colonel. Il s'inspire de l'organisation et de la discipline des armées communistes chinoises pour modifier les façons de faire de son unité. Les rapports hiérarchiques sont assouplis, l'esprit d'équipe et l'endoctrinement éthique des hommes sont mis en valeur. 
Grâce à l'influence du fils Roosevelt, le Corps des Marines autorise cette réforme, malgré les doutes qu'inspire la philosophie de Carlson.
Il remodèle son unité, en abandonnant les traditionnelles escouades de 8 hommes des Marines, en faveur d'un groupe de 10 hommes composé désormais un chef de groupe et trois équipes de trois hommes.
Les Raiders du 2e bataillon sont les "Calson's raiders". Le 17 août 1942, Carlson gagne sa deuxième Navy Cross lors du raid de Makin (actuelle Ile Butaritari, nord des Iles Gilbert). Quelques mois plus tard, une troisième Navy Cross lui est décernée pour les exploits de la  "Carlson's patrol" pendant la bataille de Guadalcanal .
Le 15 mars 1943, les quatre bataillons de Raiders sont placés sous le commandement du colonel Liversedge dans un régiment dénommé le 1st Marine Raiders. Une semaine plus tard, Carlson est relevé par le lieutenant-colonel Shapley qui réorganise le 2e bataillon de façon beaucoup plus orthodoxe, tout en faisant adopter à tout le régiment l'idée de l'escouade de trois équipes de trois hommes pensée par Carlson, qui fut par la suite adoptée par tout l'USMC.

### Affectations ultérieures durant la guerre
Afin de soigner sa jaunisse et son paludisme, Carlson retourne aux États-Unis où il est employé comme conseiller technique. Il participe à la bataille de Tarawa en tant qu'observateur. En novembre 1943, il est cité pour avoir transporté des informations vitales sous le feu ennemi à partir d'un poste avancé du siège de la division.
Il est blessé lors du débarquement de la bataille de Saipan, Carlson gagne sa deuxième Purple Heart.

## Retraite
Les séquelles des blessures de Saipan poussent Carlson à la retraite, le 1er juillet 1946. Il est promu général de brigade.
Le 27 mai 1947, à l'âge de 51 ans, Carlson meurt des suites d'une maladie cardiaque à l'hôpital Emmanuel de Portland (Oregon). Depuis sa retraite, il habitait  Brightwood (Oregon). Il laisse son épouse, Mme Peggy Tatum Carlson, et un fils d'un précédent mariage, Evans C. Carlson.
Le général est enterré au cimetière national d'Arlington.

## Médailles et Honneurs
- Navy Cross (trois fois)
- Legion of Merit
- Purple Heart.(deux fois)
- Presidential Unit Citation
- Marine Corps Expeditionary Medal

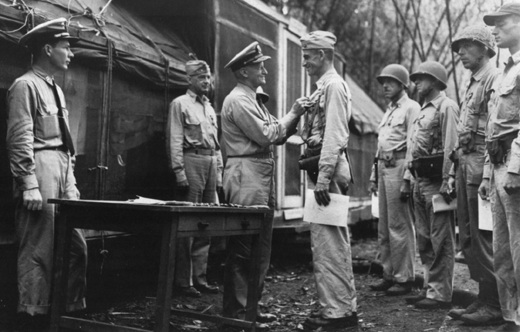
Carlson reçoit une médaille de Chester W. Nimitz le 30 septembre 1942 à Guadalcanal.

- World War I Victory Medal (United States) avec barrette "France"
- Yangtze Service Medal
- Nicaraguan Campaign Medal (1933)
- China Service Medal
- American Defense Service Medal
- American Campaign Medal
- Asiatic-Pacific Campaign Medal avec trois étoiles de campagne.
- World War II Victory Medal
- Italian War Merit Cross (Italy)
- Nicaraguan Presidential Order of Merit
- Nicaraguan Medal of Distinction